# Alexander Schnöll
Alexander Schnöll (* 27. Dezember 1962) ist ein ehemaliger deutscher Eishockeyspieler, der unter anderem für den EV Füssen, Mannheimer ERC, SC Riessersee, ECD Iserlohn und ESV Kaufbeuren in der Bundesliga aktiv war.

## Karriere
Alexander Schnöll begann seine Karriere im Nachwuchs des EV Füssen, bevor er ab der Saison 1980/81 in der Bundesliga-Mannschaft zum Einsatz kam. Nachdem er in der Spielzeit 1981/82 nur zwei Tore erzielt hatte, war er in der Relegation mit acht Treffern einer der Garanten für den Klassenerhalt seines Heimatvereins. Die Saison 1982/83 war dann seine persönlich erfolgreichste in der Bundesliga, sodass er anschließend einen Vertrag beim Mannheimer ERC erhielt, mit dem er als Hauptrundensieger im Halbfinale der Playoffs ausschied. Die Spielzeit 1984/85 verbrachte er in der 2. Bundesliga bei der EA Kempten und dem Duisburger SC. Nach einem Jahr Pause kehrte er zur Saison 1986/87 in die Bundesliga zurück. Über den SC Riessersee kam er im Sommer 1987 zum ECD Iserlohn. Dort gehörte er im Dezember 1987 zu der Mannschaft, die mit Trikotwerbung für Das Grüne Buch des libyschen Machthabers Muammar al-Gaddafi warb, was international einen Skandal auslöste. Nachdem der ECD kurz darauf den Spielbetrieb einstellen musste, beendete er die Saison beim ESV Kaufbeuren. 
Schon zur Saison 1988/89 kehrte Schnöll nach Iserlohn zurück, wo er sich dem neu gegründeten ECD Sauerland in der Oberliga anschloss. Mit der neu formierten Mannschaft gewann er die Meisterschaft und stieg in die 2. Bundesliga auf. Nach der Spielzeit schloss er sich wieder dem inzwischen ebenfalls in der 2. Bundesliga spielenden EV Füssen an, für den er bis 1991 aufs Eis ging. Mit einer Spielzeit beim SC Memmingen beendete er seine Karriere. 

## Erfolge und Auszeichnungen
- 1988 Meister der Oberliga und Aufstieg in die 2. Bundesliga mit dem ECD Sauerland

## Karrierestatistik

### International
Vertrat Deutschland bei:
- U18-Junioren-Europameisterschaft 1980
- U20-Junioren-Weltmeisterschaft 1982

(Legende zur Spielerstatistik: Sp oder GP = absolvierte Spiele; T oder G = erzielte Tore; V oder A = erzielte Assists; Pkt oder Pts = erzielte Scorerpunkte; SM oder PIM = erhaltene Strafminuten; +/− = Plus/Minus-Bilanz; PP = erzielte Überzahltore; SH = erzielte Unterzahltore; GW = erzielte Siegtore; 1 Play-downs/Relegation; Kursiv: Statistik nicht vollständig)